# موساکوی
موساکوی شهری در شهرستان سانابا در استان بانوا در بورکینافاسوی غربی است و جمعیت آن ۱,۱۳۹ نفر است.